# Leonhard von Fels

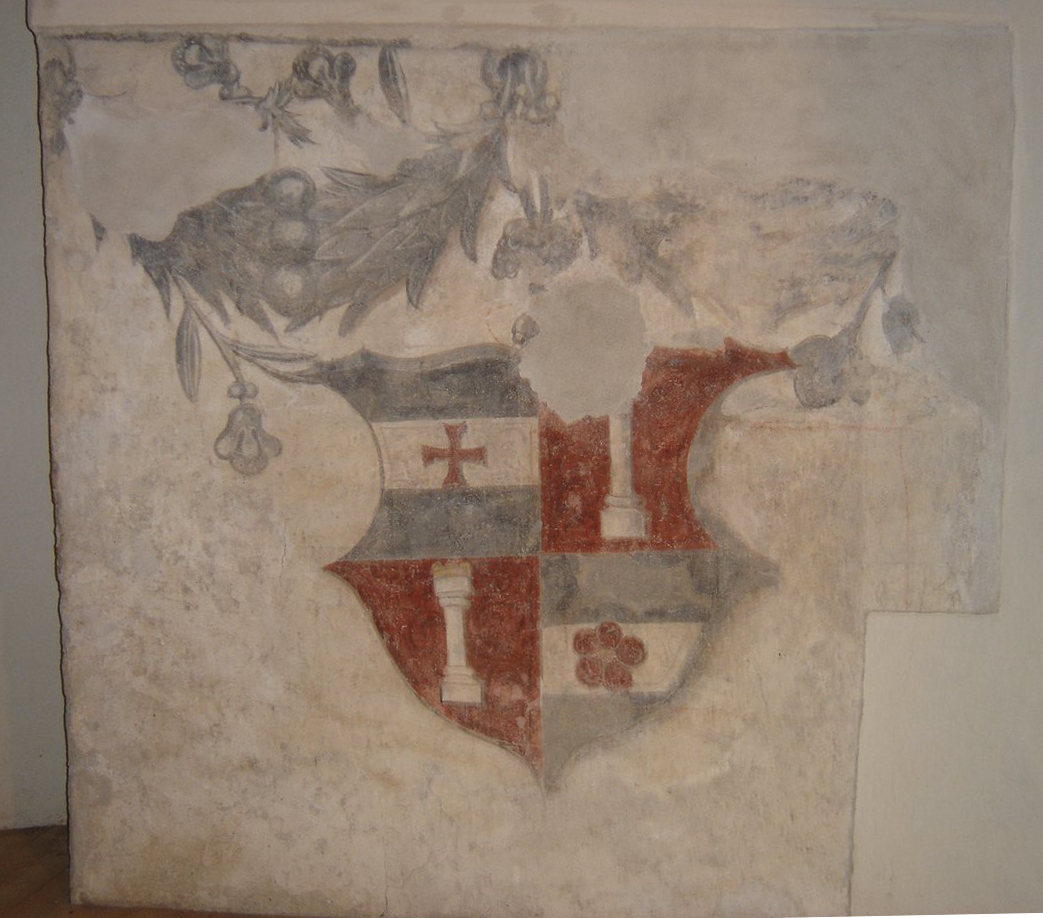
Wappen der Colonna von Fels

Leonhard (II.) Freiherr von Fels (* 1497; † 9. Dezember 1545 in Wien) war habsburgischer Obersthofmeister und formell Landeshauptmann an der Etsch.

## Leben
Er war ein Sohn von Michael von Völs († 1528) und der Katharina geb. von Cles, sowie Neffe des Landeshauptmanns Leonhard I. von Völs und des späteren Kanzlers Bernhard von Cles. 1525 wurde sein Vater und Onkel in den erblichen Freiherrenstand erhoben. Die Familie erhielt für geleistete Kriegsverdienste in einem Filiationsbrief der römischen Colonnas das Recht sich Colonna von Fels nennen zu dürfen. Leonhard von Fels beteiligte sich 1529 an der Verteidigung Wiens in den Türkenkriegen, dabei kommandierte er den Verteidigungsabschnitt um das Burgtor, wie der zeitgenössische Holzschnitt von Nikolaus Meldemann belegt. 1530 wurde er für seine Verdienste hierbei 1530 zum obersten Feldmarschall ernannt. Auf zwei eigenen geprägten Medaillen nannte er sich auch Landeshauptmann an der Etsch, obwohl er dieses Amt nur formell ausübte. 1537 nahm er die Position eines obersten Feldhauptmanns in Ungarn ein, wo er Erfolge im Kampf gegen die Türken erreichte. 1539 wurde er Obersthofmeister in der Nachfolge Wilhelm von Rogendorfs, mit dem er, ebenso wie mit Hans Hofmann von Grünbühel, in den vorherigen Jahren politisch zusammengearbeitet hatte. Er vertrat wahrscheinlich eine antipäpstlich und antispanisch ausgerichtete Politik. Fels beherrschte das Italienische. Sein Grabstein befindet sich im Wiener Stephansdom. Sein Bruder war der Landeshauptmann an der Etsch Johann Jakob von Fels († 1551).